# Casa de Janos
Casa de Janos är en ort i Mexiko.   Den ligger i kommunen Janos och delstaten Chihuahua, i den nordvästra delen av landet, 1 600 km nordväst om huvudstaden Mexico City. Casa de Janos ligger 1 479 meter över havet och antalet invånare är 399.
Terrängen runt Casa de Janos är platt åt nordost, men åt sydväst är den kuperad.  Trakten runt Casa de Janos är nära nog obefolkad, med mindre än två invånare per kvadratkilometer. Casa de Janos är det största samhället i trakten. Omgivningarna runt Casa de Janos är i huvudsak ett öppet busklandskap.